# Малая Западенка
Малая Западенка — хутор в Весёловском районе Ростовской области.
Входит в состав Позднеевского сельского поселения.

## География
Хутор расположен близ большого Западенского лимана, за речкой Дарья, в 9 километрах от трассы на районный центр Весёлый. Территория хутора находится в поле. На ней растут вишни, груша, алыча и дикие абрикосы. 

### Улицы
- пер. Парковый,
- пер. Спортивный,
- ул. 40 лет Победы,
- ул. Заозерная,
- ул. Комсомольская,
- ул. Ленина,
- ул. Мира,
- ул. Первомайская,
- ул. Приозерная,
- ул. Степная.

## История
С происхождением названия хутора связано одновременно несколько легенд. По версии одной из них хутор основал состоятельный казак по кличке Западня, от чего и произошло название населённого пункта. По другой версии название связано с расположением хутора на пустынном поле. 
По преданию хутор основан казаком Семёном Кузнецовым до 1830 года возле озера Малозападенского. При этом озере ещё в 1791 году была слобода Западенская, принадлежавшая графу М. И. Платову, на месте которой первоначально был его зимовник.
В 1801 году в этой слободке было 48 дворов, а в них мужского пола 115 и женского пола 79 душ малороссиян. В это время она именовалась уже слободою. 13 мая 1813 года в ней было уничтожено пожаром 16 домов. Кроме слободы Платовой при этом озере в 1791 году существовал зимовник Мартынова, а 28 февраля 1794 года выше Мартыновского зимовника при озере Западенском отведено было место под зимовник подполковнику Ивану Янову.
В 1886 году на территории хутора построили каменную церковь в честь Покрова Божией Матери, затем было сооружено приходское училище. В 1909 году жители хутора получили разрешение на создание общины – Общества старообрядцев хутора Малозападенского Манычской станицы Черкасского округа Белокрыницкой Епархии. На территории хутора появился молитвенный дом, названный во имя преподобного Сергия Радонежского Чудотворца.
Из коренных жителей хутора в XXI веке мало кто остался проживать на его территории.

## Население
| 1989 | 2002  | 2010 |
| ---- | ----- | ---- |
| 833  | ↗1051 | ↘906 |

## Достопримечательности
- Безпоповщинский женский монастырь — сооружение, которое располагалось на территории хутора Мало-Западенского, Манычской станицы, Черкасского округа, Донской области, который был заселён большинством старообрядцев.

Монастырь был расположен на подворье хутора Якова Герасимова Климова. В то время женскими монастырями управляла игуменья, а в этом монастыре настоятелем был казак Яков Климов, который называл себя иноком Варсонофием. На собственные средства он обустроил подворье, занялся постройкой обширного молитвенного дома, в котором были сооружены кельи, с построенными в них секретными ходами. Они были нужны для того, чтобы в случае необходимости можно было укрыться от полиции. Это сооружение он назвал монастырем. В монастырь принимались женщины и молодые девушки. Вначале о Якове Климове ходили слухи, как про очень благочестивого человека, усердного молитвенника. А со временем стали поговаривать, что он прививает послушницам учение своих предков бракоборов, мотивируя все это тем, что грехи надо совершать, чтобы потом можно было покаяться. Монахини стали нарушать заповеди, полагая, что единственное, чего стоит остерегаться — это рождения детей, и избавлялись от них. Женщины часто ссорились между собой на почве ревности, в истории монастыря даже известна драка. Жители хутора Малая Западенка с возмущением и презрением относились к таким моральным устоям, действующим в монастыре. Несколько раз в год бывший казак выезжал в губернии и собирал пожертвования на содержание монастыря, ему на это выделялись значительные суммы от благотворителей. В его отсутствие монастырем управляла его племянница Мария Писарева. В молитвенный дом можно было попасть, пройдя по длинному коридору. Из него по обе стороны шло множество келий. Комната для молитв была просторной. Пол настилали дорожки. Восточную стену комнаты украшали старообрядческие иконы. Здание монастыря не сохранилось. Оно было расположено на восточной окраине хутора Малая Западенка. Там сейчас находится поляна, которая ограждена зарослями терновника. На самом краю поляны растет груша. Около этого дерева и был раньше монастырь.